# 嘉納行光
嘉納 行光（かのう ゆきみつ、1932年4月5日 - 2020年3月8日）は、講道館柔道創始者・嘉納治五郎の嫡孫で、講道館館長と全日本柔道連盟会長を務めた。

## 経歴・人物
1932年、嘉納履正（講道館第3代館長）、百合子の長男として東京に生まれる。全く柔道経験のなかった父と異なり幼少時に柔道を始め、初段に至った。しかしその後、第二次世界大戦が終わり占領期で、GHQにより、柔道が禁止されたため修業は断念した。
1945年に東京高等師範学校附属小学校（現・筑波大学附属小学校）、1951年に東京教育大学附属中学校・高等学校（現・筑波大学附属中学校・高等学校）を卒業。同級生には、小林信彦（小説家）、鈴木淑夫（元日本銀行理事）、徳山明（元富士常葉大学学長）、中江陽三（元NHKアナウンサー）、藤井裕久（元財務大臣）、吉田庄一郎（元ニコン会長）などがいた。
学習院大学政経学部経済学科卒業。1980年、父の後を受けて講道館第4代館長に就任。
2008年3月、任期7年の講道館館長職に再選されたが2009年2月19日、同年3月末をもって全日本柔道連盟会長と講道館館長から退く意向を関係者に伝えた。76歳と高齢であることに加え、家族の介護問題などを考えた末の結論と報じられた。4月1日付けで館長を退任し、名誉館長となった。なお2人の娘がいるが、長女の嘉納明石氏が2020年7月に講道館理事に就任した。
2020年3月8日、肺炎のため死去。享年88歳。

## 著書
- 『柔道大事典』 アテネ書房、1999年11月　ISBN 978-4871522052

監修担当、共著者は、川村禎三・中村良三・醍醐敏郎・竹内善徳・佐藤宣践